# ニック・ラシャウェイ
ニック・ラシャウェイ（Nick Lashaway、1988年3月24日 - 2016年5月8日）は、アメリカ合衆国の俳優。

## 出演作品
- GIRLS/ガールズ2
- アンフォゲッタブル　完全記憶捜査
- ウェス・クレイヴンズ　ザ・リッパー（ブランドン）
- ラスト・ソング（マーカス）